# アベトーネ・クティリアーノ
アベトーネ・クティリアーノ (伊: Abetone Cutigliano) は、イタリア共和国トスカーナ州ピストイア県にある、人口約1,800人の基礎自治体（コムーネ）。
コムーネ統廃合 (it:Fusione di comuni italiani) により、2017年1月1日、アベトーネとクティリアーノが合併して発足した。

## 地理

### 位置・広がり

#### 隣接コムーネ
隣接するコムーネは以下の通り。括弧内のLUはルッカ県、MOはモデナ県所属を示す。
- バーニ・ディ・ルッカ (LU)
- コレリア・アンテルミネッリ (LU)
- ファナーノ (MO)
- フィウマルボ (MO)
- サン・マルチェッロ・ピテーリオ

### 地震分類
アベトーネ・クティリアーノにおけるイタリアの地震リスク階級 (it) は、zona 2 (sismicità media) に分類される。

## 行政

### 分離集落
アベトーネ・クティリアーノには以下の分離集落（フラツィオーネ）がある。
- Abetone, Bicchiere, Casotti-Ponte Sestaione, Cecchetto, Cutigliano, Doganaccia, Faidello, Fontana Vaccaia, La Secchia, Le Regine, Melo, Pian degli Ontani, Pian dei Sisi, Pian di Novello, Pianosinatico, Rivoreta, Val di Luce